# 타밍 사리 타워

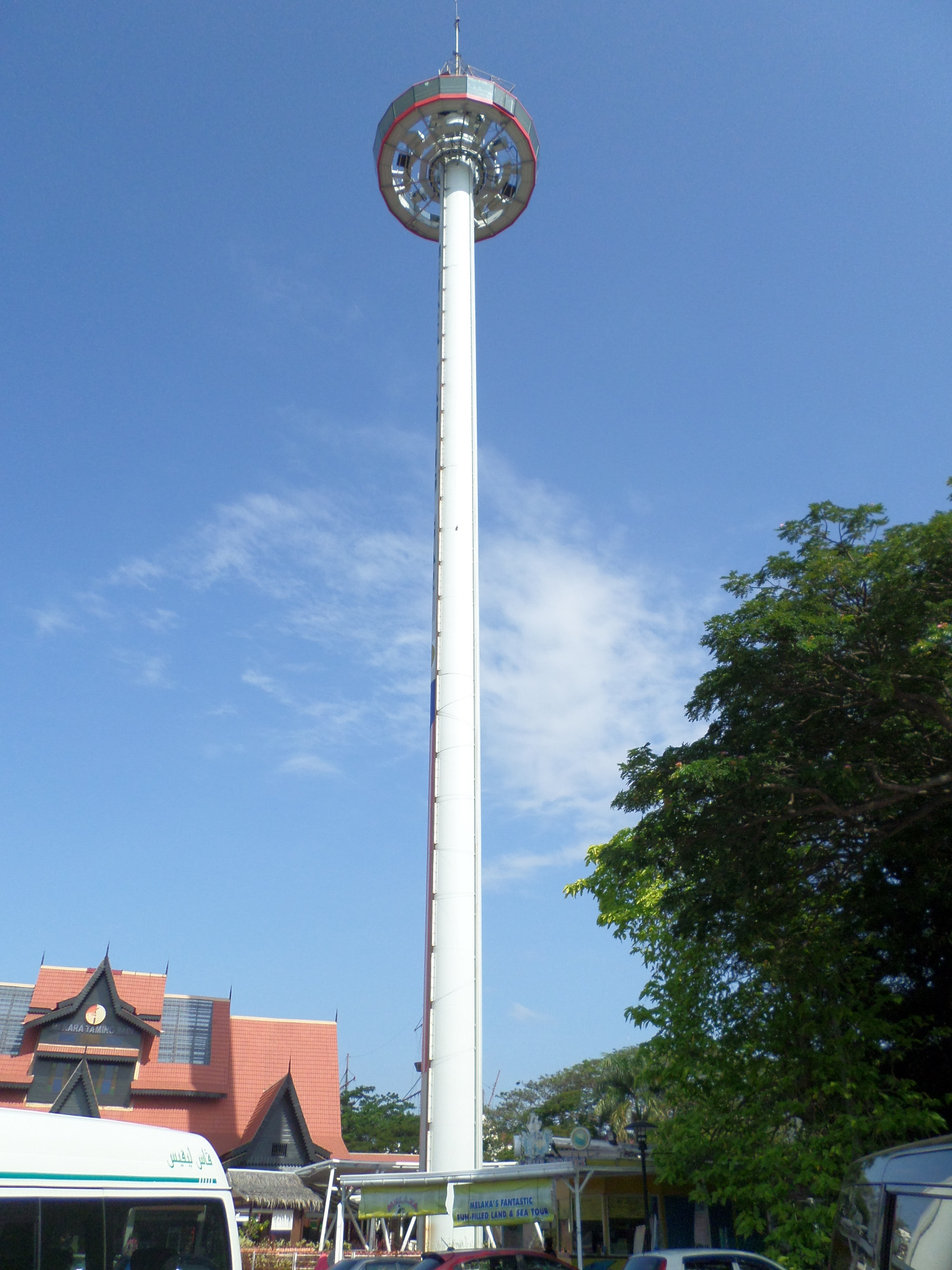
타밍 사리 타워

타밍 사리 타워(말레이어: Menara Taming Sari)는 말레이시아 믈라카주 믈라카에 있는 회전 전망 타워이다. 타워의 높이는 110 미터이다. 정원은 80명이며 탑승 시간은 7분이다.

## 역사
이 타워는 2008년 4월 18일에 개방되었다.